# Hemiceras truncata
Hemiceras truncata är en fjärilsart som beskrevs av William Schaus 1904. Hemiceras truncata ingår i släktet Hemiceras och familjen tandspinnare. Inga underarter finns listade i Catalogue of Life.